# Copa Latina 2015 (voleibol)
La VII Copa Latina se llevó a cabo del 21-24 de mayo de 2015 en el coliseo Eduardo Dibós en la Ciudad de Lima , Perú y las selecciones de Perú y Brasil representaron a la CSV mientras que Cuba y República Dominicana representaron a la NORCECA. En esta edición las Selecciones Nacionales se prepararon para el Mundial Juvenil Puerto Rico 2015

## Equipos participantes
- Brasil
- Cuba
- Perú
- República Dominicana

## Primera Fase

### Resultados
| Fecha    | Encuentro                     | Resultado | Set   | Set   | Set   | Set | Set | Puntuación total |
| Fecha    | Encuentro                     | Resultado | 1     | 2     | 3     | 4   | 5   | Puntuación total |
| -------- | ----------------------------- | --------- | ----- | ----- | ----- | --- | --- | ---------------- |
| 21-05-15 | Brasil - República Dominicana | 0 - 3     | 19-25 | 21-25 | 20-25 |     |     | 60-75            |
| 21-05-15 | Perú - Cuba                   | 3 - 0     | 25-17 | 25-13 | 25-13 |     |     | 75-43            |
| 22-05-15 | Cuba - República Dominicana   | 0 - 3     | 17-25 | 21-25 | 18-25 |     |     | 56-75            |
| 22-05-15 | Perú - Brasil                 | 3 - 0     | 26-24 | 25-12 | 25-21 |     |     | 75 - 57          |
| 23-05-15 | Brasil - Cuba                 |           |       |       |       |     |     |                  |
| 23-05-15 | Perú - República Dominicana   | 3 - 0     | 25-22 | 25-12 | 25-17 |     |     | 75 - 51          |

### Clasificación
| Pos | Equipo               | PJ | PG | PP | SF | SC | PTS |
| --- | -------------------- | -- | -- | -- | -- | -- | --- |
| 1   | Perú                 | 3  | 3  | 0  | 9  | 0  | 9   |
| 2   | República Dominicana | 2  | 2  | 0  | 6  | 3  | 6   |
| 3   | Brasil               | 2  | 0  | 2  | 0  | 6  | 0   |
| 4   | Cuba                 | 2  | 0  | 2  | 0  | 6  | 0   |

### Resultados
| Evento   | Oro  | Plata                | Bronce |
| -------- | ---- | -------------------- | ------ |
| Femenino | Perú | República Dominicana | Brasil |

## Podio
| Bandera de Perú |
| Campeón         |
| Perú 3° título  |

| Bandera de la República Dominicana |
| Sub-Campeón                        |
| República Dominicana               |

| Bandera de Brasil |
| 3º Lugar          |
| Brasil            |